# 毛豆泥

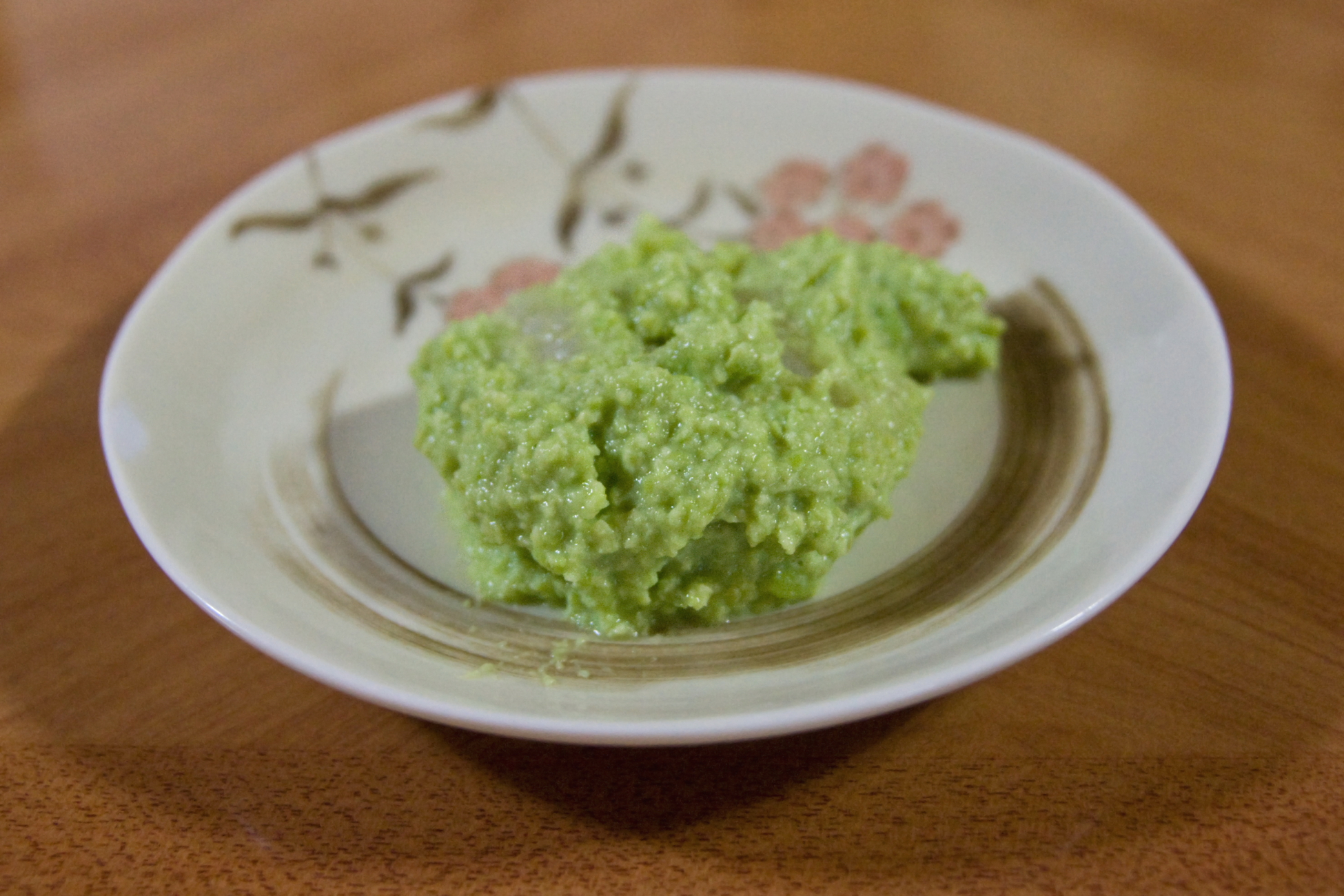
毛豆麻糬

毛豆泥（日语：ずんだ、豆打）是將毛豆磨碎後而成的綠色糊狀物。在日語又有等稱呼。
毛豆泥用於日本許多地方的鄉土料理，以及製作成甜品如毛豆麻糬，或者涼拌食品。

## 語源
對於的語源，有以下各種說法。
1. 煮過的毛豆需要先磨碎（日语：すり鉢），這個步驟稱為、，簡略成為，後來訛用為變成現在的稱呼。[1][2][3]
2. 源自伊達政宗在陣營中以陣太刀切毛豆來吃的故事。陣太刀（じんたち）在東北方言發音為，再訛用為。
3. 名為甚太（じんた）的平民獻給伊達政宗的麻糬獲得政宗喜愛而稱為的說法。

一般普遍認為是源自。然而沒有一種說法來自文獻記載。